# Пам'ятник Тарасові Шевченку (Соколів)
Пам'ятник Тарасові Шевченку в Соколові — погруддя українського поета Тараса Григоровича Шевченка в селі Соколів Бучацького району на Тернопільщині.
Пам'ятка монументального мистецтва місцевого значення, охоронний номер 3001.

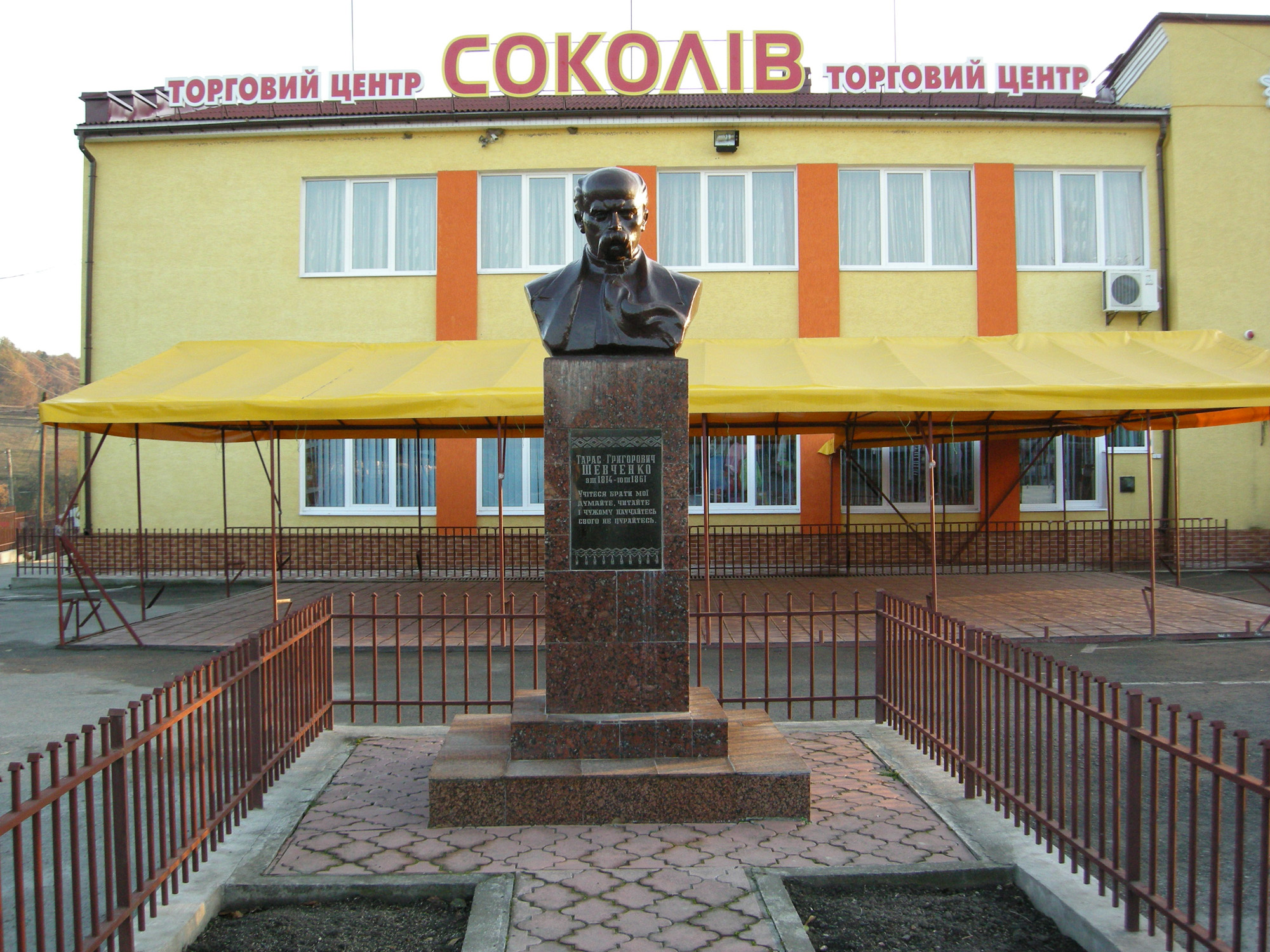
Панорамний вид пам'ятника

Встановлений у 1998 році. Розташований в центрі села на роздоріжжі автошляхів Бучач — Золотий Потік та Бучач — Скоморохи. Погруддя виготовлене з карбованої міді, висота — 0,85 м, постамент — із гранітної плитки, 2,6 м.
Скульптор — Роман Вільгушинський.
На постаменті викарбувані ім'я, по батькові та прізвище, дати життя і смерті та напис, що є цитатою з відомої поеми Кобзаря «І мертвим, і живим…»:
Учітеся, брати мої!

Думайте, читайте,

І чужому научайтесь,

Свого не цурайтесь.